# Giochi della XXI Olimpiade
I Giochi della XXI Olimpiade (in francese: Jeux de la XXIe olympiade, in inglese: Games of the XXI Olympiad), noti anche come Montréal 1976, si sono svolti a Montréal, in Canada, dal 17 luglio al 1º agosto 1976. Montréal è la seconda città francofona ad ospitare i Giochi estivi dopo Parigi.

## Assegnazione
Il 12 maggio 1970, durante la 69ª sessione del CIO tenutasi ad Amsterdam, Montréal superò le città di Mosca e di Los Angeles (che saranno successivamente scelte come sedi, rispettivamente, dei Giochi del 1980 e del 1984). 
| Città       | Nazione          | 1ª votazione | 2ª votazione |
| ----------- | ---------------- | ------------ | ------------ |
| Montréal    | Canada           | 25           | 41           |
| Mosca       | Unione Sovietica | 28           | 28           |
| Los Angeles | Stati Uniti      | 17           | —            |

## Sviluppo e preparazione
La XXI Olimpiade fu un disastro dal punto di vista economico: gli impianti furono terminati (alcuni, come lo stadio, parzialmente) pochi giorni prima dell'inizio dei Giochi. Questo comportò un aumento dei costi di costruzione che si sommarono a quelli già ingenti dovuti a progetti particolarmente onerosi. L'indebitamento della città ha costretto i cittadini di Montréal a pagare un'apposita tassa per coprire questi costi per oltre 30 anni.

### Sedi di gara

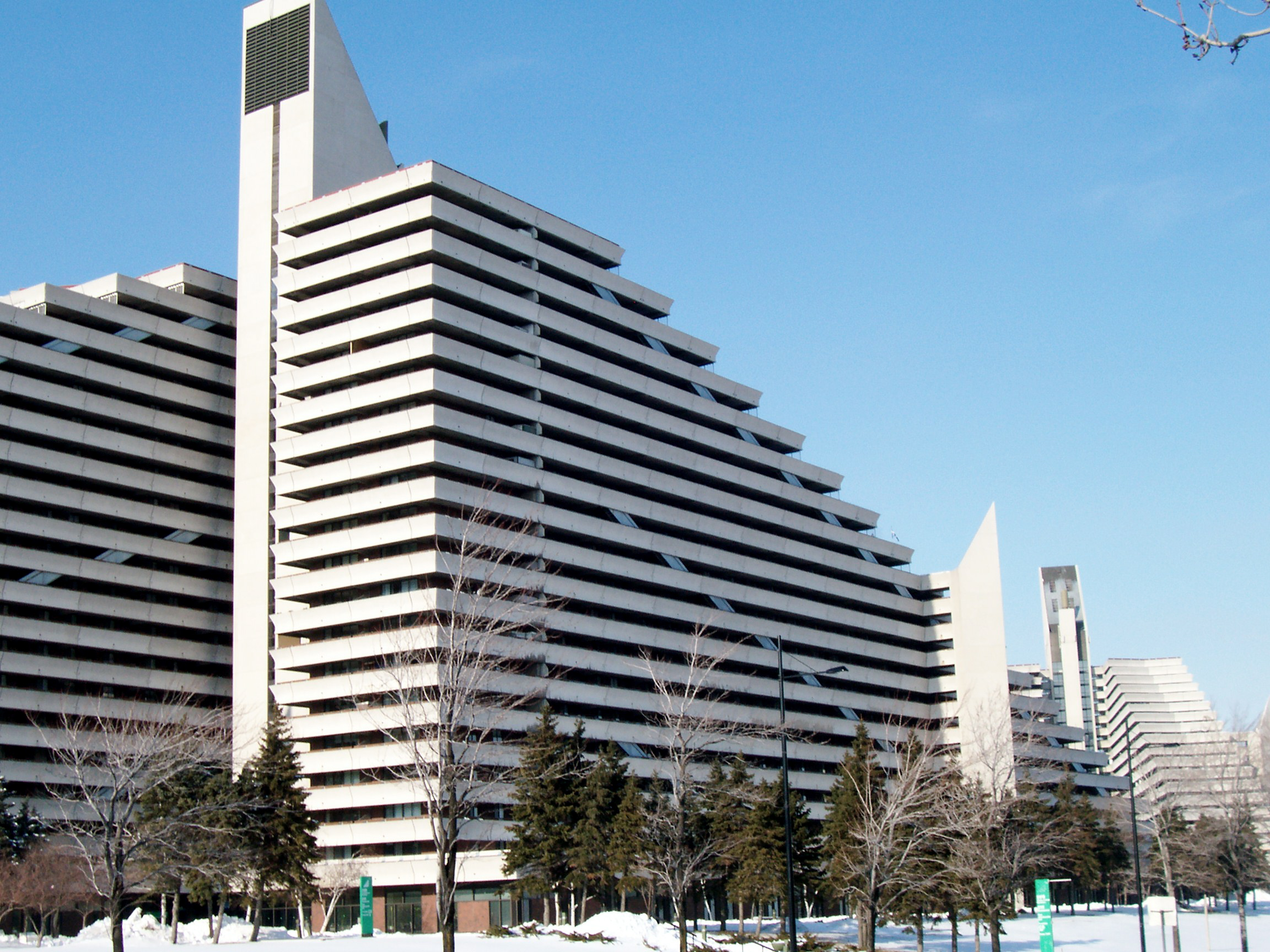
Il villaggio olimpico.

#### Montreal Olympic Park
- Stadio Olimpico - cerimonie di apertura/chiusura, atletica leggera, calcio (finale), equitazione.
- Piscina Olimpica - tuffi, pentathlon moderno (nuoto), nuoto, pallanuoto (finale)
- Velodromo Olimpico - ciclismo, judo
- Giardino Botanico di Montréal - atletica leggera (20 km marcia), pentathlon moderno
- Maurice Richard Arena - boxe, wrestling
- Centro Pierre Charbonneau - wrestling
- Villaggio Olimpico - residenza atleti

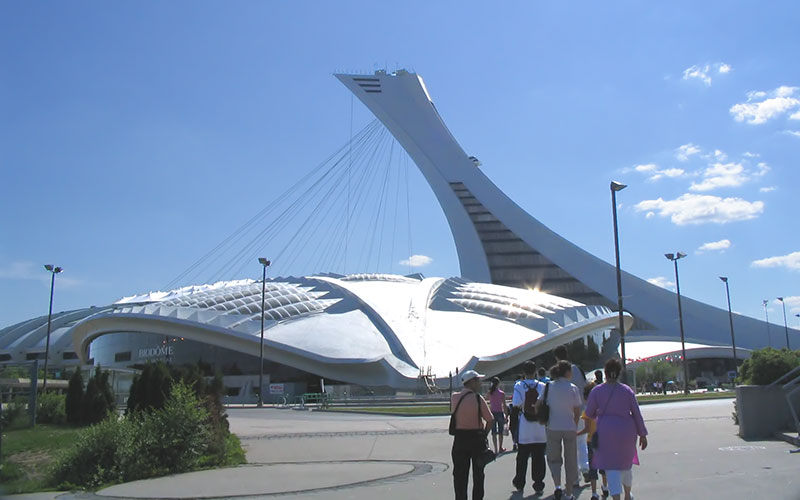
Il velodromo Olimpico e lo Stadio Olimpico. La torre dello stadio fu costruita dopo la chiusura dei Giochi

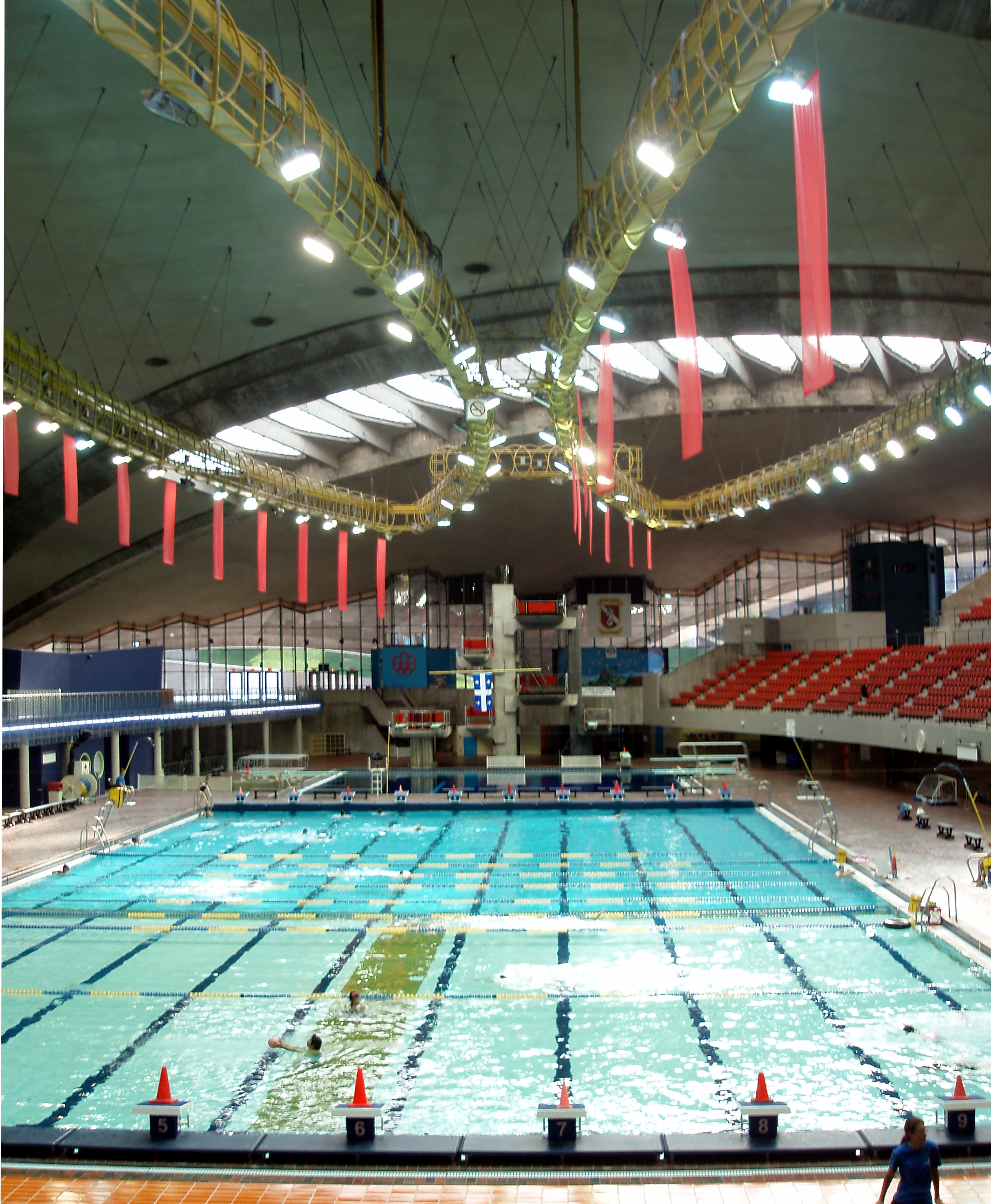
La piscina olimpica

#### Altri luoghi a Montréal
- Île Notre-Dame - canoa, canottaggio
- Complexe sportif Claude-Robillard - pallamano, pallanuoto
- Centro Étienne Desmarteau - pallacanestro
- Aréna Saint-Michel - sollevamento pesi
- Paul Sauvé Centro - pallavolo
- Forum de Montréal - pallacanestro (finale), pugilato, ginnastica, pallamano, pallavolo
- Mount Royal Park - ciclismo (gara su strada individuale)
- Québec Autoroute 40 - ciclismo (cronometro a squadre)
- Stadio Invernale di Montréal - scherma, pentathlon moderno (scherma)
- Percival Molson Memorial Stadium - hockey su prato
- Strade di Montréal - atletica leggera (maratona)

#### Luoghi fuori Montréal
- Olympic Shooting Range - pentathlon moderno (tiro), tiro
- Olympic Archery Field - tiro con l'arco
- Olympic Equestrian Centre - equitazione, pentathlon moderno (equitazione)
- Pavilion de l'éducation physique et des Sports de l'Université Laval, Québec, - pallamano (preliminari)
- Municipal Stadium Sherbrooke, Québec - calcio (preliminari)
- Palais des Sport Sherbrooke, Québec - pallamano (preliminari)
- Portsmouth Olympic Harbour, Kingston, Ontario - vela
- Varsity Stadium, Toronto, Ontario - calcio (preliminari)
- Lansdowne Park, Ottawa, Ontario - calcio (preliminari)

### Diffusione
Dopo una prima limitata sperimentazione nel 1972 sempre per tale evento, la XXI edizione delle Olimpiadi fu il primo evento a colori trasmesso dalla Rai, anche se tale tecnologia entrerà a regime solo l'anno dopo. 

## I Giochi

### Paesi partecipanti

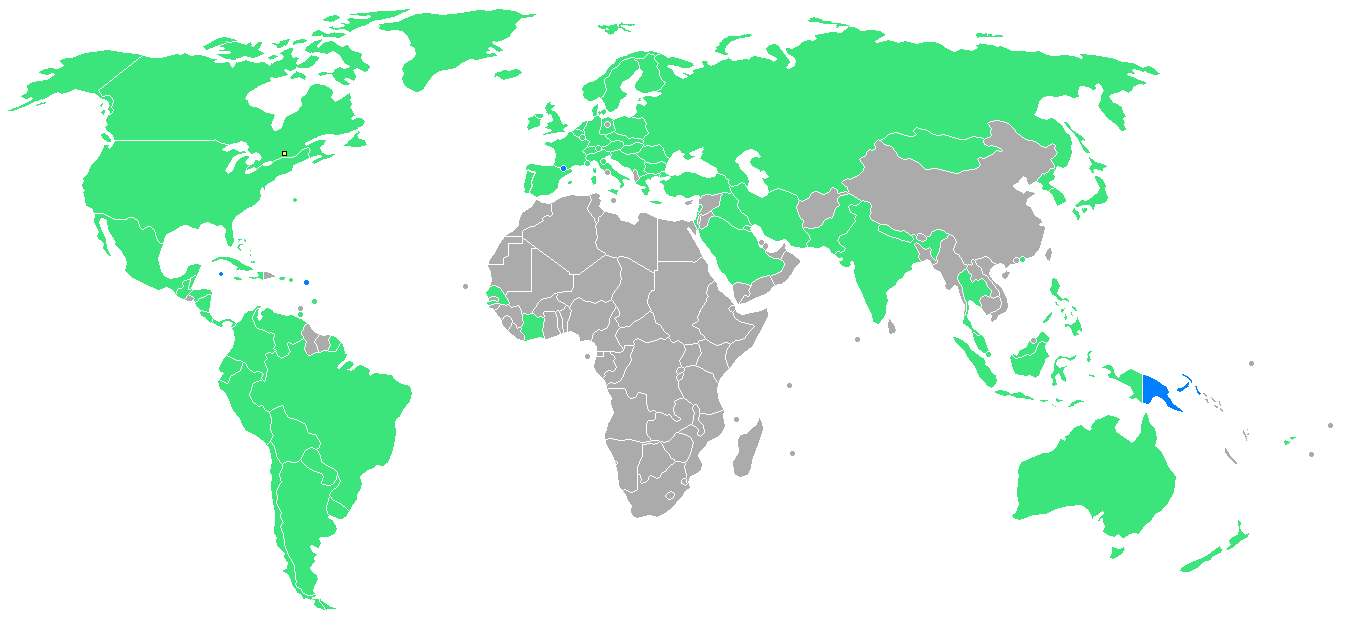
Nazioni partecipanti

Ecco di seguito la lista delle nazioni partecipanti con il numero degli atleti per squadra elencato tra parentesi. Da segnalare il fatto che le squadre dell'Egitto, della Tunisia, del Marocco e del Camerun gareggiarono solo nei primi tre giorni della manifestazione, per poi aderire anche loro al boicottaggio.
- Andorra (3)
- Antigua e Barbuda (9)
- Antille Olandesi (4)
- Arabia Saudita (19)
- Argentina (70)
- Australia (182)
- Austria (60)
- Bahamas (10)
- Barbados (10)
- Belgio (106)
- Belize (4)
- Bermuda (22)
- Bolivia (4)
- Brasile (81)
- Bulgaria (160)
- Camerun (4)
- Canada (391)
- Cecoslovacchia (150)
- Cile (7)
- Colombia (34)
- [[Template:AggNaz/PRK 1948-1992 ai Giochi della XXI Olimpiade|Corea del Nord]] (41)
- Corea del Sud (50)
- Costa Rica (5)
- Costa d'Avorio (8)
- Cuba (150)
- Danimarca (69)
- Rep. Dominicana (11)
- Ecuador (5)
- Egitto (29)
- Figi (2)
- Filippine (14)

- Finlandia (89)
- Francia (213)
- Germania Est (274)
- Germania Ovest (289)
- Giamaica (20)
- Giappone (215)
- Gran Bretagna (249)
- Grecia (37)
- Guatemala (29)
- Haiti (12)
- Honduras (3)
- Hong Kong (25)
- Islanda (14)
- India (26)
- Indonesia (7)
- Iran (84)
- Irlanda (46)
- Isole Cayman (4)
- Isole Vergini Americane (18)
- Israele (26)
- Italia (221)
- Jugoslavia (10)
- Kuwait (14)
- Libano (4)
- Liechtenstein (6)
- Lussemburgo (8)
- Marocco (9)
- Malaysia (23)
- Messico (99)
- Monaco (10)
- Mongolia (33)

- Nepal (1)
- Nicaragua (14)
- Norvegia (68)
- Nuova Zelanda (84)
- Paesi Bassi (103)
- Pakistan (24)
- Panama (8)
- Papua Nuova Guinea (5)
- Paraguay (6)
- Perù (13)
- Polonia (224)
- Portogallo (19)
- Porto Rico (81)
- Romania (157)
- San Marino (10)
- Senegal (23)
- Singapore (4)
- Spagna (115)
- Stati Uniti (403)
- Suriname (3)
- Svezia (122)
- Svizzera (54)
- Thailandia (43)
- Trinidad e Tobago (12)
- Tunisia (17)
- Turchia (27)
- Ungheria (183)
- Unione Sovietica (412)
- Uruguay (9)
- Venezuela (31)

#### Boicottaggio

I Paesi che non parteciparono ai Giochi: in blu scuro quelli che aderirono subito al boicottaggio; in azzurro quelli che vi aderirono dopo il 20 luglio; in verde acqua, quelli che non parteciparono per altri motivi.

I Giochi della XXI Olimpiade furono la prima delle tre edizioni dei Giochi olimpici consecutive in cui un nutrito gruppo di stati, sempre diverso in tutte e tre le edizioni, per ragioni principalmente politiche, boicotterà la manifestazione sportiva in segno di protesta. Le Olimpiadi di Montréal 1976 furono boicottate da 27 paesi africani (gli unici paesi africani presenti furono Costa d'Avorio e Senegal), uno asiatico (l'Iraq) e uno americano (la Guyana). Il motivo di tale gesto fu giustificato come un segno di protesta nei confronti della Nuova Zelanda e in particolare della sua squadra di rugby, che secondo alcune fonti si era recentemente recata in tour nel Sudafrica dell'apartheid nonostante il boicottaggio sportivo in atto, dove aveva giocato con altre squadre composte esclusivamente da bianchi. Bisogna ricordare che il rugby non era più uno sport olimpico e su questo si giustificò più volte il CIO che preferì non intervenire nella faccenda e lasciò che il problema fosse risolto al di fuori dell'organizzazione dei giochi. La situazione però non si sbloccò e il giorno dell'apertura dei Giochi i 29 Stati, come promesso, boicottarono la manifestazione. Ecco di seguito l'elenco delle nazioni boicottatrici (Taipei Cinese boicottò non per il motivo sopra citato ma perché le fu negato di presentarsi ai Giochi come unica Repubblica Cinese):
- Algeria
- Burkina Faso
- Camerun
- Rep. Centrafricana
- Ciad
- Congo-Brazzaville
- Egitto
- Impero d'Etiopia
- Gabon
- Gambia
- Ghana

- Guyana
- Iraq
- Kenya
- Libia
- Lesotho
- Madagascar
- Malawi
- Mali
- Marocco
- Niger

- Nigeria
- Somalia
- Sudan
- Swaziland
- Taipei cinese
- Tanzania
- Togo
- Tunisia
- Uganda
- Zambia

### Discipline
Nel corso dei Giochi si tennero complessivamente 198 competizioni suddivise in 27 discipline:
| - Atletica leggera - Calcio - Canoa/kayak - Canottaggio - Ciclismo - Equitazione - Ginnastica - Hockey su prato | - Judo - Lotta - Nuoto - Pallanuoto - Tuffi - Pallacanestro - Pallamano - Pallavolo | - Pentathlon moderno - Pugilato - Scherma - Sollevamento pesi - Tiro - Tiro con l'arco - Vela |

### Cerimonia di apertura
La cerimonia di apertura della XXI edizione dei Giochi Olimpici Estivi si svolse sabato 17 luglio 1976 presso lo Stadio Olimpico di Montréal.
La cerimonia ufficiale iniziò alle 15:00 con una fanfara di tromba e con l'arrivo della regina Elisabetta II che, come capo di Stato per il Canada, ebbe l'onore di aprire i Giochi. La regina fu accompagnata da Michael Morris Killanin, all'epoca presidente del CIO.
La regina entrò nel Palco Reale con il suo consorte, il principe Filippo di Edimburgo, e suo figlio, il principe Andrea (sua figlia, la principessa Anna, era un concorrente per la squadra della Gran Bretagna). Si unì a una serie di dignitari canadesi e olimpici, tra cui: Jules Léger, governatore generale del Canada, con sua moglie Gabrielle, e Pierre Trudeau, primo ministro canadese, con consorte.
La sfilata degli atleti iniziò poco dopo con l'arrivo della squadra greca e si concluse con l'ingresso della squadra canadese. Tutte le altre squadre entrarono nello stadio secondo l'ordine alfabetico francese. Anche se boicottarono i Giochi nei giorni a seguire, una serie di delegazioni africane sfilò comunque nella parata.

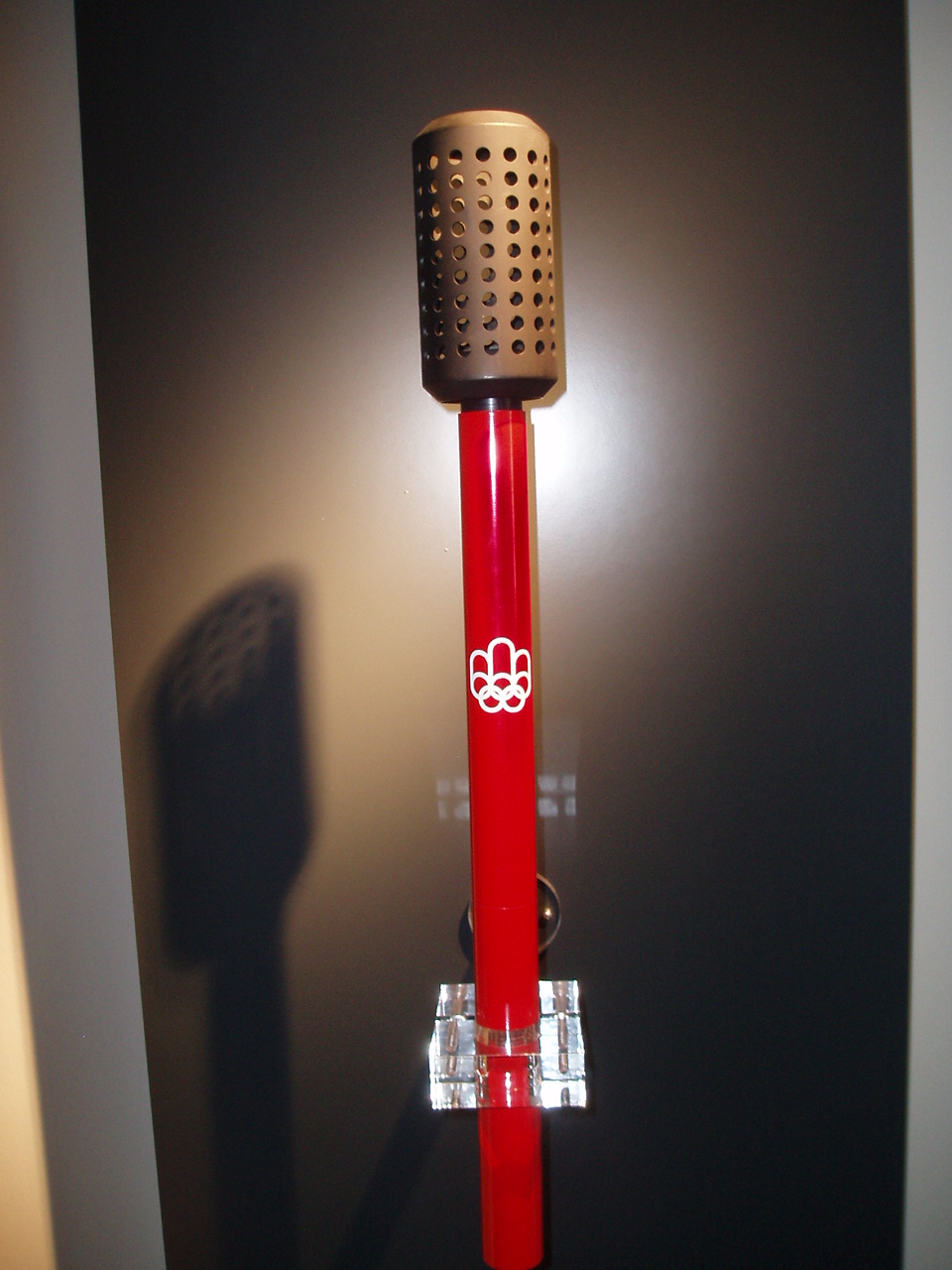
La torcia olimpica

Subito dopo la sfilata, una troupe di 80 ballerine vestite di bianco (che rappresentavano l'ottantesimo anniversario della rinascita dei Giochi olimpici) eseguì un breve balletto nel panorama degli anelli olimpici.
Dopo iniziarono i discorsi ufficiali di Roger Rousseau, capo del comitato organizzatore olimpico di Montréal. Sua Maestà fu poi invitata a proclamare l'apertura dei Giochi, che declamò prima in lingua francese, poi in lingua inglese.
Accompagnata dall'Inno olimpico, la bandiera olimpica entrò nello stadio e fu issata sul lato ovest dello stesso. La bandiera fu trasportata da otto uomini e issata da quattro donne, che rappresentavano le dieci province e i due territori (all'epoca) del Canada. Come la bandiera venne issata, un coro maschile eseguì una versione a cappella dell'Inno olimpico.
Furono sparati tre colpi di cannone e vennero liberati nell'aria colombi e nastri colorati.
Un suono di tromba annunciò l'arrivo della Fiamma olimpica. La teda fu trasportata da due giovani di 15 anni, Stephane Prefointaine, di origine francofona e Sandra Henderson, che invece era anglofona. Essi furono scelti come rappresentanti dell'unità all'interno del patrimonio linguistico del Canada. Questa fu la prima volta che due persone accesero insieme la fiamma olimpica, e la Henderson fu la seconda donna nella storia delle Olimpiadi a fare gli onori di casa (la prima fu la messicana Enriqueta Basilio Sotelo a Città del Messico nel 1968). I due fecero un giro dello stadio e poi salirono su un palco speciale al centro dell'impianto per impostare la fiamma olimpica accesa in un calderone temporaneo in alluminio bianco. La fiamma fu poi trasportata in un braciere permanente appena fuori dalla pista da corsa e bruciò per tutta la durata dei Giochi.
I portabandiera di ogni squadra girarono poi intorno al palco e Pierre Saint-Jean recitò il Giuramento degli atleti con la mano destra sul cuore e la bandiera canadese stretta nella sinistra.
Infine, uno spettacolo travolgente corale di O Canada in francese e in inglese segnò la fine della cerimonia di apertura, che gli annunciatori conclusero con la dichiarazione "Vive les Jeux de Montréal! Long Live the Montréal Games".
La cerimonia di Montréal fu l'ultima del suo genere: nelle future cerimonie olimpiche, a partire dall'olimpiade successiva, verranno maggiormente approfondite le presentazioni teatrali, culturali ed artistiche e verranno sempre meno rispettate le formalità e il protocollo.

## Risultati

### Medagliere
La freddezza dei numeri del medagliere ufficioso per nazioni riservò un'amara sorpresa agli Stati Uniti che furono superati nella classifica dall'URSS con ben 49 medaglie d'oro, 41 d'argento, 35 di bronzo e dalla formidabile Germania Est con 40 medaglie d'oro, 25 d'argento e 25 di bronzo.
| Posizione | Squadra           |    |    |    | Tot. |
| --------- | ----------------- | -- | -- | -- | ---- |
| 1         | Unione Sovietica  | 49 | 41 | 35 | 125  |
| 2         | Germania Est      | 40 | 25 | 25 | 90   |
| 3         | Stati Uniti       | 34 | 25 | 25 | 84   |
| 4         | Germania Ovest    | 10 | 12 | 17 | 39   |
| 5         | Giappone          | 9  | 6  | 10 | 25   |
| 6         | Polonia           | 7  | 6  | 13 | 26   |
| 7         | Bulgaria          | 6  | 9  | 7  | 22   |
| 8         | Cuba              | 6  | 4  | 3  | 13   |
| 9         | Romania           | 4  | 9  | 14 | 27   |
| 10        | Ungheria          | 4  | 5  | 13 | 22   |
| 11        | Finlandia         | 4  | 2  | 0  | 6    |
| 12        | Svezia            | 4  | 1  | 0  | 5    |
| 13        | Gran Bretagna     | 3  | 5  | 5  | 13   |
| 14        | Italia            | 2  | 7  | 4  | 13   |
| 15        | Francia           | 2  | 3  | 4  | 9    |
| 16        | Jugoslavia        | 2  | 3  | 3  | 8    |
| 17        | Cecoslovacchia    | 2  | 2  | 4  | 8    |
| 18        | Nuova Zelanda     | 2  | 1  | 1  | 4    |
| 19        | Corea del Sud     | 1  | 1  | 4  | 6    |
| 20        | Svizzera          | 1  | 1  | 2  | 4    |
| 21        | Corea del Nord    | 1  | 1  | 0  | 2    |
| 21        | Giamaica          | 1  | 1  | 0  | 2    |
| 21        | Norvegia          | 1  | 1  | 0  | 2    |
| 24        | Danimarca         | 1  | 0  | 2  | 3    |
| 25        | Messico           | 1  | 0  | 1  | 2    |
| 26        | Trinidad e Tobago | 1  | 0  | 0  | 1    |
| 27        | Canada            | 0  | 5  | 6  | 11   |
| 28        | Belgio            | 0  | 3  | 3  | 6    |
| 29        | Paesi Bassi       | 0  | 2  | 3  | 5    |
| 30        | Portogallo        | 0  | 2  | 0  | 2    |
| 30        | Spagna            | 0  | 2  | 0  | 2    |
| 32        | Australia         | 0  | 1  | 4  | 5    |
| 33        | Iran              | 0  | 1  | 1  | 2    |
| 34        | Mongolia          | 0  | 1  | 0  | 1    |
| 34        | Venezuela         | 0  | 1  | 0  | 1    |
| 36        | Brasile           | 0  | 0  | 2  | 2    |
| 37        | Austria           | 0  | 0  | 1  | 1    |
| 37        | Bermuda           | 0  | 0  | 1  | 1    |
| 37        | Pakistan          | 0  | 0  | 1  | 1    |
| 37        | Porto Rico        | 0  | 0  | 1  | 1    |
| 37        | Thailandia        | 0  | 0  | 1  | 1    |

### Protagonisti
- Per la prima volta nella storia delle Olimpiadi, nella ginnastica artistica venne assegnato, e per tre volte, un 10,00: i primi due furono ottenuti nelle parallele asimmetriche e nel corpo libero dalla rumena Nadia Comăneci, seguiti da quello nel volteggio dalla sovietica Nelli Kim. L'assegnazione del punteggio venne ritardata poiché i tabelloni elettronici erano programmati per visualizzare votazioni fino ad un massimo di 9,99, mentre il 10,00 non era ancora previsto.
- Il cubano Alberto Juantorena, soprannominato El caballo, è il primo atleta nella storia delle olimpiadi a vincere sia i 400 che gli 800 m piani.
- Il belga Ivo Van Damme, argento nei 1500 e negli 800 m, morirà qualche mese dopo in un tragico incidente stradale.
- Il finlandese Lasse Virén bissa il successo della precedente olimpiade nei 5000 e nei 10000.
- Nei 110 ostacoli il francese Guy Drut (già secondo a Monaco 1972) riesce a vincere una gara che da più di due decenni vedeva come vincitori gli atleti statunitensi.
- Edwin Moses vince la sua prima gara olimpica e stabilisce un nuovo record nei 400 ostacoli mantenendo la cadenza di tredici passi tra tutti gli ostacoli.
- Nel lancio del martello il podio olimpico è occupato interamente da sovietici. Tale situazione persisterà fino all'edizione di Barcellona 1992 (con la parentesi di Los Angeles 1984 che l'URSS boicottò).
- Nei 400 m piani la polacca Irena Szewińska, con il tempo di 49"29, torna sul gradino più alto del podio olimpico dopo otto anni e stabilisce il nuovo primato mondiale battendo la tedesca Christina Brehmer che per prima nel maggio precedente era scesa sotto i 50" con rilevamento elettronico.
- Anche la sovietica Tatjana Kazankina ottiene la vittoria con primato mondiale negli 800 m piani. Vince anche nei 1500 m piani, e ripeterà il successo quattro anni più tardi a Mosca. Nel concorso del salto in alto dietro alla tedesca orientale Rosemarie Ackermann si piazza Sara Simeoni, che conquista l'unica medaglia italiana nell'atletica di questa Olimpiade.
- Nonostante il declino nell'atletica leggera, gli Stati Uniti fecero la parte del leone nel nuoto maschile. John Naber, statunitense, conquistò 4 medaglie d'oro e 1 d'argento, con i conseguenti record del mondo dei 100 e 200 m dorso. Jim Montgomery fu invece, con 49"99, il primo atleta a scendere sotto i 50" nei 100 m stile libero.
- La diciottenne Kornelia Ender, tedesca orientale, conquistò 4 medaglie d'oro (100 e 200 m stile libero, 100 m farfalla e staffetta 4x100 mista) ed una d'argento (staffetta 4x100 stile libero), e stabilì 3 nuovi record del mondo.
- Ma la vera reginetta delle Olimpiadi di Montréal fu senz'altro la rumena Nadia Comăneci che con la sua grazia e la sua classe insuperabili incantò pubblico e giudici della ginnastica, che le assegnarono punteggi stratosferici: sette volte le fu assegnato il 10, la perfezione. La Comaneci conquistò 3 medaglie d'oro (concorso generale individuale, parallele asimmetriche, trave), 1 d'argento (concorso generale a squadre), e 1 di bronzo (corpo libero).
- Il ginnasta sovietico Nikolaj Andrianov vince 4 medaglie d'oro (concorso generale individuale, anelli, volteggio, corpo libero), 2 d'argento (parallele, concorso generale a squadre) e 1 di bronzo (cavallo con maniglie). Il trentenne Sawao Katō si aggiudica comunque la medaglia d'oro nelle parallele e nel concorso generale a squadre, quella d'argento nel concorso generale individuale.
- Per quanto riguarda gli sport di squadra vi fu la sorprendente vittoria della Polonia nella pallavolo, davanti alla favorita Unione Sovietica e a Cuba, e il ritorno degli Stati Uniti alla vittoria nella pallacanestro dopo la discussa partita dell'Olimpiade precedente. La pallanuoto vide il trionfo dell'Ungheria, con il formidabile Tamás Faragó. L'Italia fu seconda, terza fu l'Olanda. La Germania Est è oro nel calcio, superando in finale la Polonia.
- Klaus Dibiasi vince per la terza volta consecutiva il titolo olimpico nei tuffi dalla piattaforma. Medaglie anche per l'altro italiano Giorgio Cagnotto, che ottiene un argento dal trampolino e un bronzo dalla piattaforma.
- Fabio Dal Zotto vince l'oro nel fioretto individuale, gara in cui l'Italia non trionfava più da ormai 40 anni. Nella scherma l'Italia conquista anche 3 medaglie d'argento.
- Il Canada, paese organizzatore dell'evento, non fu in grado di portare un solo atleta alla conquista di una medaglia d'oro. Per questo motivo è considerato il peggior risultato di un ospite nella storia delle Olimpiadi.